# Tanja Schultz (Informatikerin)

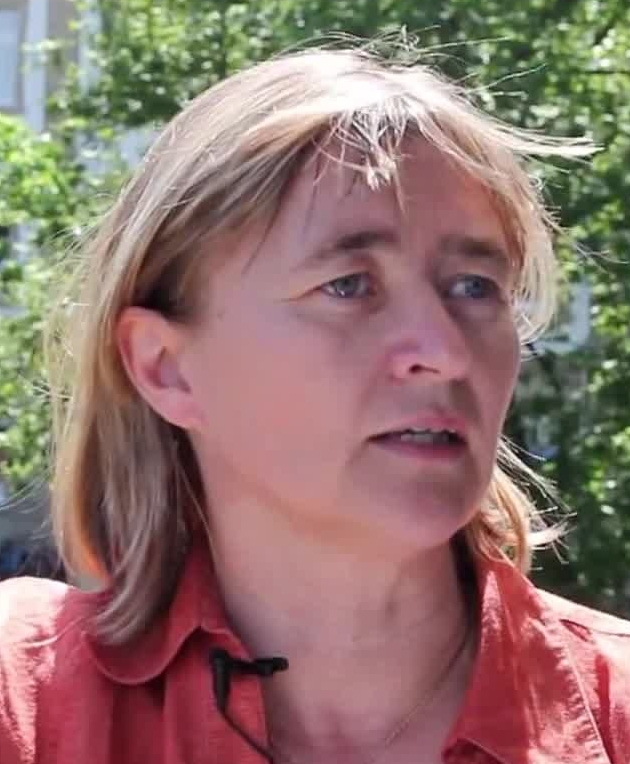
Tanja Schultz (2012)

Tanja Schultz (* 6. Februar 1964 in Oldenburg (Oldb)) ist eine deutsche Informatikerin und beschäftigt sich mit der Sprach- und Biosignalverarbeitung. Sie ist Professorin für „Kognitive Systeme“ an der Universität Bremen.

## Ausbildung und Karriere
Tanja Schultz absolvierte 1989 an der Universität Heidelberg das Staatsexamen für das Lehramt an Gymnasien in Mathematik und Sport. Danach studierte sie Informatik an der Universität Karlsruhe, wo sie 1995 das Diplom erlangte und 2000 promoviert wurde. Daran schloss sich eine sechsjährige Tätigkeit als Research Scientist und Associate Professor an der Carnegie Mellon University in Pittsburgh an. Im Februar 2007 nahm sie den Ruf auf eine W3-Professur am Karlsruher Institut für Technologie an und gründete das Cognitive Systems Lab (CSL). Seit April 2015 ist sie als Professorin für „Kognitive Systeme“ an der Universität Bremen tätig.
Mit ihrem CSL-Team treibt sie die Forschung und Entwicklung menschzentrierter Technologien und Anwendungen auf der Basis von Biosignalen voran, wie die Erfassung, Erkennung und Interpretation von Sprache, Muskel- und Hirnaktivitäten. Dabei verknüpft sie die Verfahren aus der Spracherkennung mit den Innovationen der Biosignalverarbeitung, wie bei der Entwicklung des Systems zur „Lautlosen Sprachkommunikation“, das Muskelbewegungen durch Elektroden aufzeichnet und Sprache auch dann erkennt, wenn sie völlig lautlos geäußert wird. 
Schultz ist die Sprecherin des Wissenschaftsschwerpunkts Minds, Media, Machines. Seit 2019 ist sie Mitglied im Direktorium des Leibniz Wissenschaftscampus „Digital Public Health“. Sie ist ein Fellow der International Speech Communication Association (2016), der European Academy of Sciences and Arts (2017) und der IEEE (2020).
2024 wurde sie in den Expertenrat Gesundheit und Resilienz berufen.

## Auszeichnungen
Ihre Dissertation zum Thema „Multilinguale Spracherkennung“ wurde 2001 mit dem Forschungsförderpreis des Forschungszentrums Informatik ausgezeichnet. Als eine von acht Wissenschaftlern hat sie 2002 die „Allen Newell Medal for Research Excellence“ der Carnegie Mellon School of Computer Science für ihren Beitrag zur automatischen Sprachübersetzung erhalten. 2002 und 2015 erhielt sie den ISCA/EURASIP Best Journal paper Award für die beste Publikation des Speech Communication Journal. 2011 erhielt sie den PLUX Wireless Biosignals Award, gemeinsam mit Christoph Amma und Dirk Gehrig.
Im Jahr 2012 wurde sie mit dem Forschungspreis Technische Kommunikation der Alcatel-Lucent Stiftung ausgezeichnet in Anerkennung ihres wissenschaftlichen Gesamtschaffens auf dem Gebiet „Mensch und Technik in Kommunikationssystemen“, insbesondere für Forschungsarbeiten auf dem Gebiet „Lautlose Sprachkommunikation“.
Gemeinsam mit Amma und Marcus Georgi erhielt sie 2013 den Otto Haxel Preis für eine besondere wissenschaftliche Leistung, die zur industriellen Innovation beiträgt. 2013 und 2020 wurde sie mit einem Google Faculty Research Award ausgezeichnet.